# Ашшур-надин-аххе II
Ашшур-надин-аххе II — правитель города Ашшура приблизительно в 1402—1392 годах до н. э.
Сын Ашшур-рим-нишешу, племянник Ашшур-бел-нишешу. Ашшур-надин-аххе II проводил политику сближения с Египтом, с которым вёл широкую торговлю, поставляя лазурит и получая оттуда золото.
Согласно «Ассирийскому царскому списку», Ашшур-надин-аххе II правил 10 лет. Его преемником на престоле Ассирии был Эриба-Адад I.